# Туусула
Ту́усула, ранее Тусула (фин. Tuusula [ˈtuːsulɑ], швед. Tusby [ˈtʉːsbyː]) — муниципалитет Финляндии в провинции Уусимаа.
7 ноября 2007 года в городке Йокела муниципалитета Туусула произошло массовое убийство в школе.

## География
Располагается к северу от Хельсинки. Соседние муниципалитеты: Вантаа, Нурмиярви, Хювинкяа, Мянтсяля, Сипоо, Ярвенпяа и Керава.
Туусула расположена на южном берегу одноимённого озера, в северной части которого расположен город Ярвенпяа.
Численным ростом населения в последние годы Туусула обязана своему расположению в агломерации Хельсинки.
В Туусуле имеется три сельских центра:
- Хюрюля, центр муниципалитета, около 20 тысяч жителей;
- Йокела, около 6 100 жителей;
- Келлокоски, около 4 400 жителей.

В Хюрюля, возникшем в XIX веке вокруг стационированного здесь русского гарнизона, находятся здания администрации.

## Экономика
В декабре 2015 года было заявлено о намерении немецкой компании Hetzner инвестировать около 200 млн. евро в строительство в городе дата-центра.

## Города-побратимы
- Видное, Россия

## Население
Более 96 % населения говорят на финском, 2 % — на шведском.
| 1980   | 1985   | 1987   | 1990   | 1997   | 2000   | 2002   | 2004   | 2005   | 2010   |
| ------ | ------ | ------ | ------ | ------ | ------ | ------ | ------ | ------ | ------ |
| 22 412 | ↗25222 | ↗26234 | ↗27328 | ↗29957 | ↗31957 | ↗33377 | ↗34513 | ↗34890 | ↗37214 |

### Известные уроженцы и жители
- Алексис Киви
- Эйно Лейно
- Фред Линдхольм